# Earl Nelson (Sänger)
Earl Lee Nelson (* 8. September 1928 in Lake Charles, Louisiana; † 12. Juli 2008 in Los Angeles) war ein US-amerikanischer Sänger und Songwriter des Rhythm & Blues, der auch als Jackie Lee auftrat.

## Leben
Nelson sang als Kind im Kirchenchor; 1937 zog seine Familie nach Los Angeles. Mit 17 Jahren leistete er den Militärdienst in der U.S. Army in der Panamakanalzone ab. Nach seiner Entlassung aus der Armee sang er im Raum Los Angeles in verschiedenen Doo-Wop und R&B-Gruppen, wobei er mit dem Sänger Bobby Byrd in dessen Formationen Bobby „Baby Face“ Byrd & the Birds und Bobby Day & the Satellites zusammenarbeitete. 1957 hatten Byrd und Nelson erste Hiterfolge mit der Vokalgruppe The Hollywood Flames (Buzz, Buzz, Buzz); es folgten Titel wie 1955 Two Things I Love als The Voices, I Bow on You mit den Pelican Singers 1957 und Come On / No Time to Cry auf Ebb Records (1959).
Bereits 1957 entstand die erste Single des Duos Bob & Earl mit Bobby Relf, You Made a Boo-Boo, gefolgt von Singles wie Don't Ever Leave Me und Deep Down Inside für verschiedene kleine Labels wie Tempe. Im Dezember 1959 entstand für Atco Records Every Day, Every Way. Der größte Erfolg des Duos Bob & Earl war der Song Harlem Shuffle, den Relf und Nelson geschrieben und Barry White arrangiert hatte, produziert von Fred Smith. Er basierte auf einer Nummer mit dem Titel Slauson Shuffletime, die von dem Sänger Round Robin stammte. Harlem Shuffle wurde ein Hit in den R&B-Charts und beeinflusste spätere R&B-Duos wie Sam & Dave. 1969 wurde die Schallplatte erfolgreich in Großbritannien wiederveröffentlicht und kam in die Top Ten; 1985 coverten ihn die Rolling Stones. 2003 nahmen die Musikkritiker des Daily Telegraph den Originalsong von Bob & Earl auf #23 ihrer Liste der „50 Best Duets Ever“ auf.
Weitere Songs des Duos wie My Woman, Your Lovin’ Goes a Long, Long Way und Baby I’m Satisfied konnten an die früheren Erfolge nicht anschließen. 1965 begann Nelson eine Solokarriere mit der Single Ooh Honey Baby. Der Sänger kam Ende der 1960er Jahre als „Jackie Lee“ in die Top 20 mit dem Song The Duck; auch weitere Jackie-Lee-Titel wie Do the Temptation Walk, The Shotgun and the Duck, Oh! My Darlin’ und Darkest Days waren in Großbritannien im Rahmen des „Northern Soul Revival“ der 1970er und 1980er Jahre Favoriten. Es folgten noch einige Singles für ABC-Paramount und Uni; mit Barry White entstand 1974 für Warner Bros. Strange Funky Games and Things. Er starb im Juli 2008 in Los Angeles an den Folgen der Alzheimer-Krankheit.

## Diskografie
Alle Veröffentlichungen, sofern nicht anders angegeben, erschienen unter dem Namen Jackie Lee.

### Alben
| Jahr | Titel    | Höchstplatzierung, Gesamtwochen, AuszeichnungChartplatzierungen (Jahr, Titel, Platzierungen, Wochen, Auszeichnungen, Anmerkungen) | Höchstplatzierung, Gesamtwochen, AuszeichnungChartplatzierungen (Jahr, Titel, Platzierungen, Wochen, Auszeichnungen, Anmerkungen) | Anmerkungen |
| Jahr | Titel    | US | R&B | Anmerkungen |
| ---- | -------- | --- | --- | ----------- |
| 1966 | The Duck | US85 (9 Wo.)US | R&B8 (4 Wo.)R&B |             |

### Singles
| Jahr | Titel Album                      | Höchstplatzierung, Gesamtwochen, AuszeichnungChartplatzierungen (Jahr, Titel, Album, Platzierungen, Wochen, Auszeichnungen, Anmerkungen) | Höchstplatzierung, Gesamtwochen, AuszeichnungChartplatzierungen (Jahr, Titel, Album, Platzierungen, Wochen, Auszeichnungen, Anmerkungen) | Anmerkungen |
| Jahr | Titel Album                      | US | R&B | Anmerkungen |
| ---- | -------------------------------- | --- | --- | ----------- |
| 1959 | Happy Vacation –                 | US95 (2 Wo.)US | — |             |
| 1965 | The Duck –                       | US14 (14 Wo.)US | R&B4 (18 Wo.)R&B |             |
| 1968 | African Boo-Ga-Loo –             | — | R&B43 (2 Wo.)R&B |             |
| 1970 | The Chicken –                    | — | R&B47 (3 Wo.)R&B |             |
| 1974 | Strange Funky Games And Things – | — | R&B88 (5 Wo.)R&B | als Jay Dee |

Weitere Singles
- 1957: Oh Gee Oh Golly (Earl Nelson and The Pelicans)
- 1959: No Time To Cry (Earl Nelson)
- 1960: Honey For Sale (Chip Nelson)
- 1965: Ooh Honey Baby (Earl Cosby)
- 1965: Land Of A 1,000 Dances (Earl Cosby)
- 1966: Your P-e-r-s-o-n-a-l-i-t-y
- 1966: The Shotgun And The Duck
- 1966: Would You Believe
- 1966: Oh, My Darlin’
- 1966: Whether It’s Right Or Wrong (mit Delores Hall)
- 1967: Glory Of Love
- 1968: Darkest Days
- 1970: Your Sweetness Is My Weakness
- 1971: Pershing Square
- 2003: One for the Money